# Вайсс, Йозеф (футболист)
Йозеф Вайсс (нем. Josef Weiß; род. 13 марта 1952, Фрайзинг, Бавария, ФРГ) — немецкий футболист, играл на позиции защитника. Большую часть карьеры провел в мюнхенской «Баварии».

## Клубная карьера
Когда Йозефу Вайссу было всего восемь лет, он начал играть за юношескую команду родного города — «Нандльштадт». А в 16 лет перешел в молодёжную команду «Баварии». В сезоне 1974/75 Вайсс сменил молодёжную команду клуба на её основной состав. В 1975 году выиграл Кубок европейских чемпионов в составе «Баварии» против «Лидс Юнайтед», выйдя на замену уже на четвёртой минуте матча.
Всего за первую команду мюнхенского клуба немец провел 37 матчей. В 1978 году Вайсс перешел в «Вюрцбургер», а через два года оказался в «Байроте». Таким образом полузащитник отыграл 104 матча во Второй Бундеслиге.

## Достижения
- Победитель Межконтинентального кубка по футболу 1976
- Победитель Кубка европейских чемпионов 1975, 1976
- Третье место Чемпионата ФРГ по футболу 1975/1976 1976